# 法院 (満洲国)

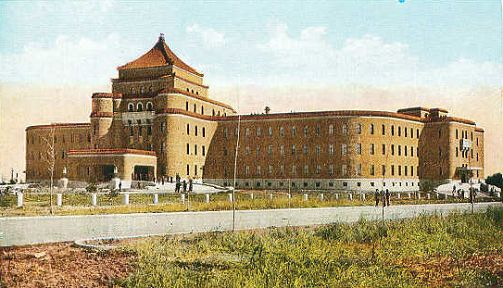
滿洲國綜合法衙ビルには最高法院、新京高等法院、最高検察庁、高等検察庁が置かれた。

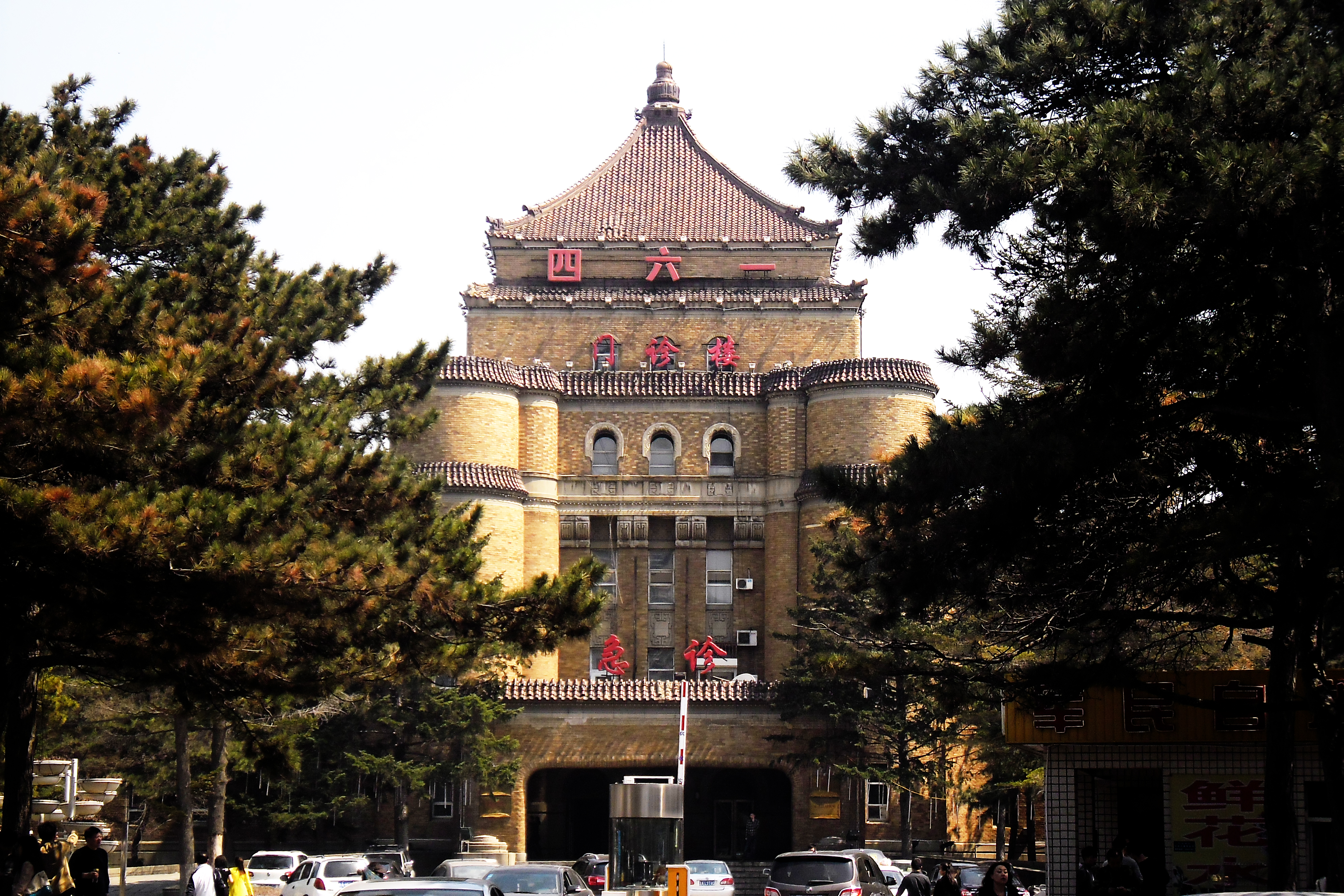
滿洲國綜合法衙ビルは現存しており、現在は人民解放軍空軍長春461医院で、「八大部」のひとつとして長春観光資源のひとつである。

法院（ほういん）とは、満洲国における司法機関である。最高裁判所は新京市の綜合法衙ビルにあった。

## 概要
法院は、組織法で以下のように規定された。
- 皇帝が法律によって法院をして司法権を行う規定（第6条）。
- 法律により民事及び刑事の訴訟を審判、但し行政訴訟その他特別訴訟については法律をもって別に定められる規定（第32条）。
- 構成及び法官の資格は法律をもって定められる規定（第33条）。
- 対審判決は原則公開とし、安寧秩序又は風俗を害する恐れがある時は法律又は法院の決議によって公開を停止できる規定（第36条）。

法院組織法（康徳3年勅令第1号）で、日本の裁判所構成法に倣って、最高法院、高等法院、地方法院、区法院によって構成され、「四級三審制」が採られた。法官は独立してその職務を行い（組織法第34条）、刑事又は懲戒の裁判を除く他、その職を免職・停職・転官・転所・減俸されない（組織法第35条）、とされた。
検察は裁判所に付置されていた日本の検事局と異なり、各法院に対応してそれぞれ独立官庁として最高検察庁、高等検察庁、地方検察庁、区検察庁が設けられた。この官制は戦後の日本と大韓民国における検察庁の発足にも影響を与えた。

## 組織
1936年（康徳3年）6月時点
- 最高法院
  - 吉林高等法院 
    - 新京地方法院
    - 吉林地方法院
    - 延吉地方法院

  - 奉天高等法院 
    - 奉天地方法院
    - 遼陽地方法院
    - 撫順地方法院
    - 鉄嶺地方法院
    - 開原地方法院
    - 営口地方法院
    - 西安地方法院
    - 復県地方法院
    - 海龍地方法院
    - 遼源地方法院
    - 安東地方法院
    - 通化地方法院

  - 哈爾浜高等法院 
    - 哈爾浜地方法院
    - 呼蘭地方法院
    - 綏化地方法院
    - 海倫地方法院
    - 依蘭地方法院

  - 錦州高等法院
    - 錦州地方法院
    - 承徳地方法院

  - 斉斉哈爾高等法院
    - 斉斉哈爾地方法院
    - 拝泉地方法院
    - 洮南地方法院

## 歴代最高法院院長
1. 1932年3月9日～1939年12月18日 - 林棨
2. 1939年12月18日～1942年5月15日 - 井野英一
3. 1942年5月15日～1945年8月18日 - 婁学謙

## 歴代最高検察庁長
1. 1932年3月9日～1939年12月18日 - 李槃
2. 1939年12月18日～1945年8月18日 - 徐維新

## 参照項目
- 八大部